# 정성분석

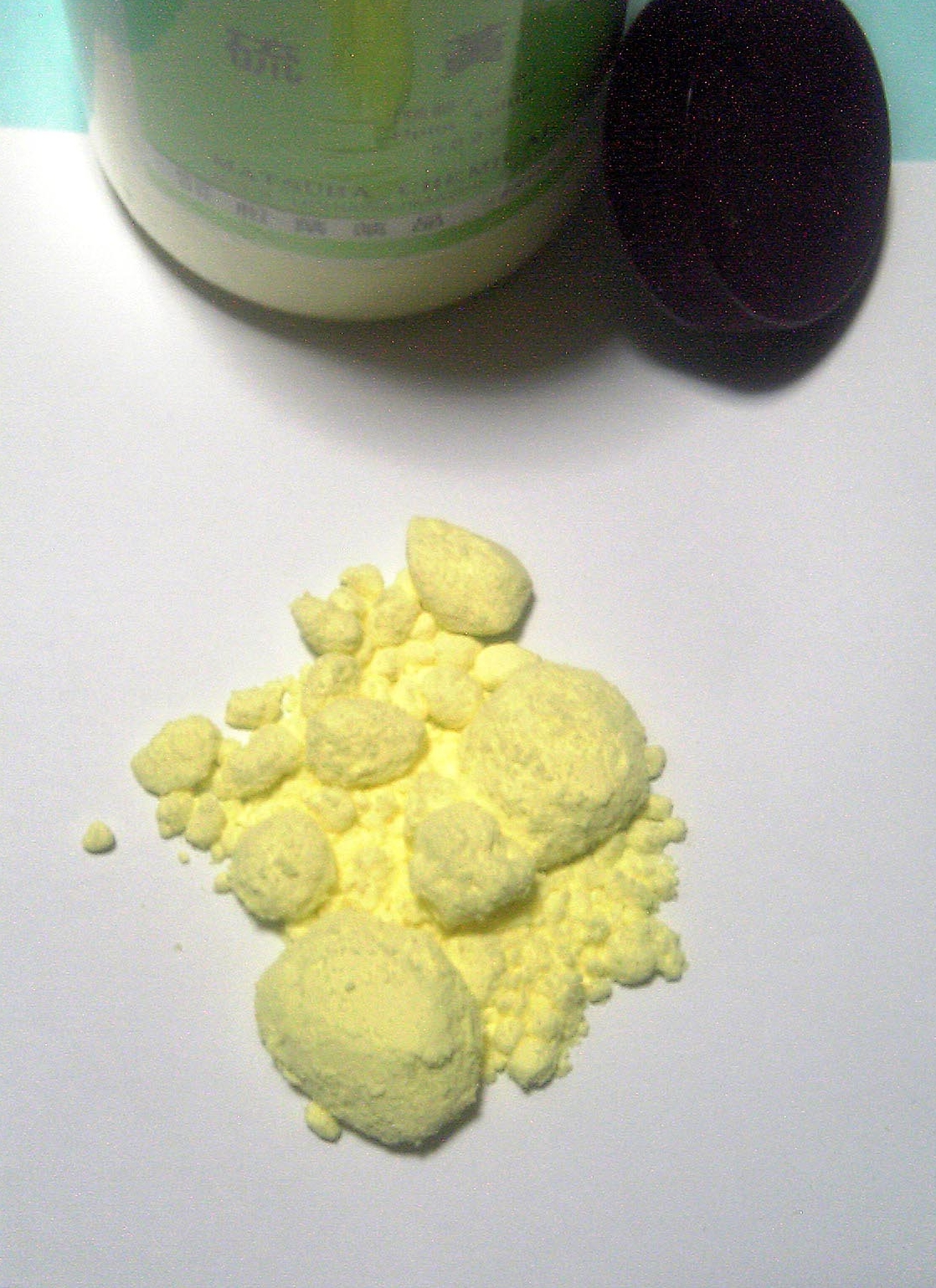
정성분석 과정에서 시약으로 많이 사용되는 황

분석화학에서 정성분석(定性分析, Qualitative inorganic analysis)은 무기 화합물의 원소 조성을 알기 위해 사용하는 방법이다. 이 방법은 주로 수용액에 포함된 이온을 분석할 수 있기 때문에, 다른 상태로 존재하는 물질은 정성분석을 하기 위해 수용액 상태로 만들어야 한다. 그 다음에, 용액에 여러 시약을 넣어서 용액 속의 이온과 화학 반응을 시킨다. 그 결과 색이 변하거나, 앙금이 생성되는 등의 변화를 보면 수용액에 어떤 이온이 들어있는지 알 수 있다.

## 배경
화학 분석에는 물질의 빛깔이나 전기적 성질 등을 이용하는 물리적 방법과 약품을 가해서 반응시켜 침전하거나 기체가 발생하는 성질을 이용하는 화학적 방법이 있다.  이러한 화학분석은 어떤 물질 속에 다른 물질이 함유되어 있는가, 함유되어 있는 물질은 무엇인가를 조사하는 정성 분석과 특정한 물질이 얼마나 함유되어 있는지 그 양을 측정하는 정량 분석으로 구별된다.

## 무기이온염의 형태
| No. | 무기이온염                                                             | 색깔      |
| --- | ---------------------------------------------------------------------- | --------- |
| 1   | MnO, MnO2, FeO, CuO, Co3O4, Ni2O3, Ag2S, Cu2S, CuS, FeS, CoS, PbS, HgS | 검은색    |
| 2   | Cu2+ 수화염                                                            | 청색      |
| 3   | HgO, HgI2, Pb3O4                                                       | 적색      |
| 4   | Cr3+, Cr6+, Ni2+, Fe2+ 수화염                                          | 녹색      |
| 5   | Mn2+ 수화염                                                            | 밝은 분홍 |
| 6   | KO2, K2Cr2O7, Fe(CN6)3-                                                | 등황색    |
| 7   | Co2+ 수화염                                                            | 선홍색    |
| 8   | 크롬산염, AgBr, AgI, PbI2, CdS                                         | 황색      |
| 9   | CdO, Fe2O3, PbO2, CuCrO4                                               | 황갈색    |

## 현대적 기법

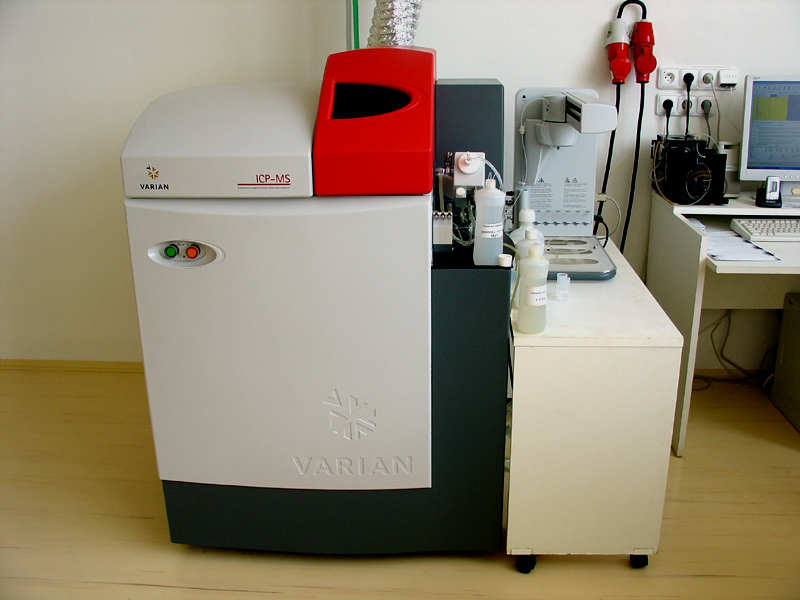
ICP-MS(:en:ICP-MS)

위에서 소개된 정성분석 방법은 현재는 교육학적인 목적으로만 이용되고 있다. 현재는 원자흡광분광기나 ICP-MS같은 기기를 이용하여 적은 양의 시료만 있어도 빠르고 정확하게 구성물질의 종류와 농도를 알아낼 수 있다.

## 같이 보기
- 불꽃 반응
- 구슬 반응(영어판)